# U 71 (U-Boot, 1940)
U 71 war ein deutsches U-Boot vom Typ VII C, das im Zweiten Weltkrieg von der deutschen Kriegsmarine eingesetzt wurde.

## Geschichte
Der Auftrag für das Boot wurde am 25. Januar 1939 an die Germaniawerft in Kiel vergeben. Die Kiellegung erfolgte am 21. Dezember 1939, der Stapellauf am 31. Oktober 1940. Die Indienststellung unter Kapitänleutnant Walter Flachsenberg fand schließlich am 14. Dezember 1940 statt. Die meisten deutschen U-Boote führten bootsspezifische Zeichen, die von der Besatzung ausgesucht und in einer kleineren Version an Mützen und Schiffchen getragen wurden. Das Emblem von U 71 war eine Seeschlange oder Seedrachen.
Das Boot gehörte nach seiner Indienststellung am 14. Dezember 1940 bis zum 31. Mai 1943 als Ausbildungs- bzw. Frontboot zur 7. U-Flottille und war in Kiel und in St. Nazaire stationiert. Nach der aktiven Zeit als Frontboot, kam U 71 vom 1. Juni 1943 bis zum 30. Juni 1944 als Ausbildungsboot zur 24. U-Flottille nach Memel. Danach gehörte es vom 1. Juli 1944 bis zum 27. Februar 1945 als Schulboot zur 22. U-Flottille in Gotenhafen. Beim Näherrücken der Roten Armee wurde der Stützpunkt am 28. Januar 1945 geräumt und U 71 verlegte nach Wilhelmshaven.

## Einsatzstatistik
U 71 absolvierte während seiner Dienstzeit zehn Unternehmungen, auf denen fünf Schiffe mit 38.894 BRT versenkt wurden.

### Erste Unternehmung
Das Boot lief am 14. Juni 1941 um 4:30 Uhr von Kiel aus. Auf dieser 19 Tage dauernden und zirka 3.000 sm langen Unternehmung in den Nordatlantik, wurden keine Schiffe versenkt oder beschädigt. In der Nacht des 25. Juni kreuzte U 71 bei der Verfolgung des Geleitzugs Halifax 133 in unmittelbarer Nähe den Kurs des Geleitsicherungsschiffes Gladiolus. Die Korvette erhöhte daraufhin zunächst die Fahrtgeschwindigkeit, um das U-Boot zu rammen. Da sich das Schiff zu diesem Zeitpunkt aber 1100 km entfernt vom Festland befand und ein Rammen die Gefahr der eigenen Versenkung barg, drosselte die Gladiolus die Fahrt wieder und drehte bei. Es gelang Kommandant Flachsenberg infolgedessen, sein Boot abtauchen zu lassen und der Sichtkontakt des Verfolgers ging verloren. Nun griff die Korvette, die bald guten Sonarkontakt bekam, das U-Boot mit Wasserbomben an, worin es bald von der eintreffenden Korvette Nasturium unterstützt wurde. Kommandant Flachsenberg war schließlich gezwungen wegen erheblicher Beschädigungen auftauchen zu lassen und U 71 wurde von der Gladiolus mit Artilleriefeuer belegt. Obwohl man an Bord der Gladiolus einen Treffer ausmachte, und die Versenkung des U-Bootes feststellte, gelang es Kommandant Flachsenberg mit seinem Boot zu entkommen und das beschädigte U 71 zunächst nach Lorient zu bringen. U 71 lief am 2. Juli 1941 um 11:44 Uhr in St. Nazaire ein.

### Zweite Unternehmung
Das Boot lief am 2. August 1941 um 13:00 Uhr von St. Nazaire aus und lief am 7. September 1941 um 19:18 Uhr wieder dort ein. Auf dieser 37 Tage dauernden und zirka 5.600 sm über und 220 sm unter Wasser langen Unternehmung in den Nordatlantik, südwestlich von Island und südwestlich von Irland, wurden keine Schiffe versenkt oder beschädigt.

### Dritte Unternehmung
Das Boot lief am 29. September 1941 um 12:00 Uhr von St. Nazaire aus und lief am 31. Oktober 1941 um 16:00 Uhr wieder dort ein. Auf dieser 33 Tage dauernden und 5.192 sm über und 469 sm unter Wasser langen Unternehmung in den Nordatlantik, in Höhe Kap Finisterre, westlich von Gibraltar und vor Kap Spartel, wurden keine Schiffe versenkt oder beschädigt.

### Vierte Unternehmung
Das Boot lief am 29. November 1941 um 16:03 Uhr von St. Nazaire aus und lief am 21. Januar 1942 um 12:35 Uhr wieder dort ein. U 71 musste wegen eines Maschinenschadens am 5. Dezember 1941 wieder in St. Nazaire einlaufen und verließ es wieder am 18. Dezember 1941. Auf dieser 34 Tage dauernden und zirka 5.700 sm über und 315 sm unter Wasser langen Unternehmung in den Nordatlantik, westlich von Gibraltar und den Azoren, wurden keine Schiffe versenkt oder beschädigt.

### Fünfte Unternehmung

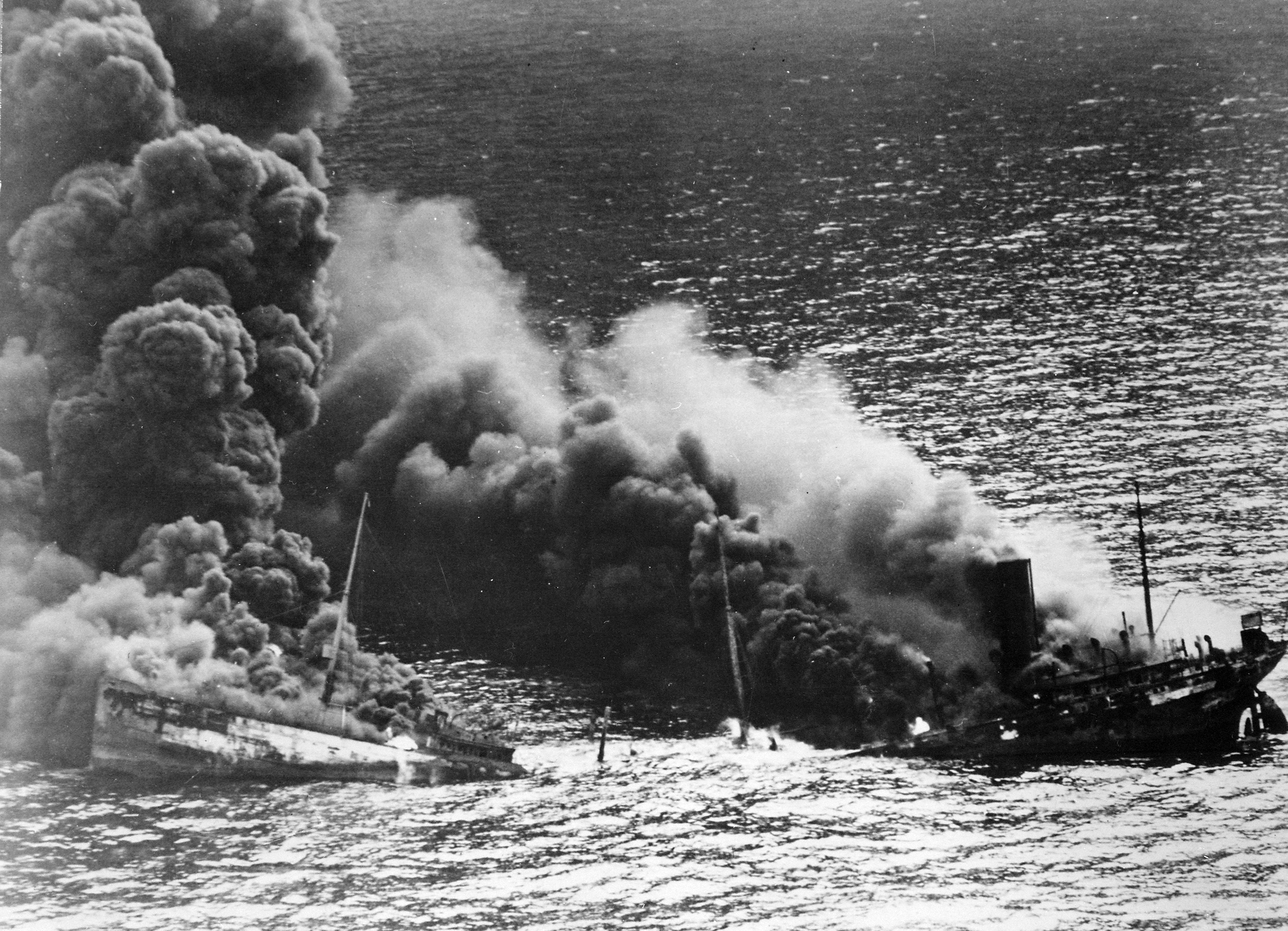
Die von U 71 getroffene Dixie Arrow

Das Boot lief am 23. Februar 1942 um 17:50 Uhr von St. Nazaire aus und lief am 20. April 1942 um 9:40 Uhr in La Pallice ein. Auf dieser 57 Tage dauernden und 7.065,5 sm über und 841 sm unter Wasser langen Unternehmung in den Westatlantik und der Ostküste der USA, wurden fünf Schiffe mit 38.894 BRT versenkt.
- 17. März 1942: Versenkung des norwegischen Tankers Ranja (Lage) mit 6.355 BRT. Der Tanker wurde durch drei Torpedos versenkt. Er hatte Leichtöl geladen und war auf dem Weg von Houston über Halifax nach Großbritannien. Es war ein Totalverlust mit 34 Toten.
- 20. März 1942: Versenkung des US-amerikanischen Dampfers Oakmar (Lage) mit 5.766 BRT. Der Dampfer wurde durch einen Torpedo versenkt. Er hatte 8.300 t Manganerz, Jute, Sackleinwand und Gummi geladen und befand sich auf dem Weg von Port of Spain nach Boston. Es gab sechs Tote und 30 Überlebende.
- 26. März 1942: Versenkung des US-amerikanischen Tankers Dixie Arrow (Lage) mit 8.046 BRT. Der Tanker wurde durch zwei Torpedos versenkt. Er hatte 96.000 Barrel Rohöl geladen und war auf dem Weg von Texas City (Texas) nach Paulsboro (New Jersey). Es gab elf Tote und 22 Überlebende.
- 31. März 1942: Versenkung des britischen Tankers San Gerardo (Lage) mit 12.915 BRT. Der Tanker wurde durch zwei Torpedos versenkt. Er hatte 17.000 t Heizöl geladen und befand sich auf dem Weg von Curaçao nach Halifax. Es gab 51 Tote und sechs Überlebende.
- 1. April 1942: Versenkung des britischen Dampfers Eastmoor mit 5.812 BRT. Der Dampfer wurde durch einen Torpedo versenkt. Er hatte 7.500 t Stückgut geladen und befand sich auf dem Weg von Savannah über Halifax nach Großbritannien. Es gab 16 Tote und 36 Überlebende.

### Sechste Unternehmung

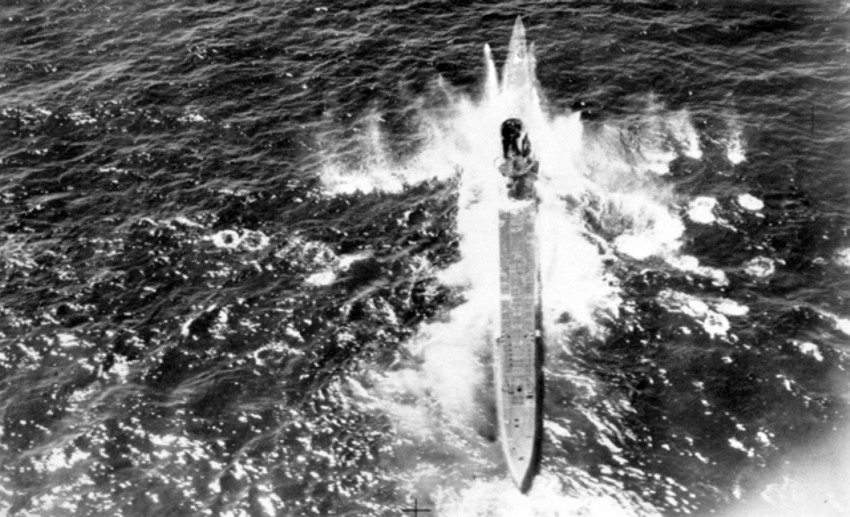
Luftangriff auf U 71

Das Boot lief am 4. Juni 1942 um 19:30 Uhr von La Pallice aus und lief am 20. Juni 1942 um 9:45 Uhr in Saint-Nazaire ein. U 71 wurde am 6. Juni 1942 von einem Short-Sunderland-Flugboot der 10. Staffel der RAF unter dem Kommando von Flight Officer S. R. C. Wood mit Wasserbomben zum Auftauchen gezwungen. Das U-Boot überstand den Angriff nur, weil dem Flugboot die Wasserbomben ausgingen. U 71 konnte wieder in La Pallice einlaufen und verließ es am 11. Juni 1942 wieder. Auf dieser elf Tage dauernden Unternehmung legte das Boot und 1.260 sm über und 306 sm unter Wasser zurück. Dabei operierte das Boot im Nordatlantik und westlich von Spanien. Dabei wurden keine Schiffe versenkt oder beschädigt.

### Siebente Unternehmung
Das Boot lief am 4. Juli 1942 um 18:00 Uhr von St. Nazaire aus und lief am 15. August 1942 um 8:00 Uhr wieder dort ein. U 71 wurde vom 29. Juli 1942 von U 461 mit 60 m³ Brennstoff und Proviant versorgt. Auf dieser 42 Tage dauernden und 6.797 sm über und 555 sm unter Wasser langen Unternehmung in den Nordatlantik, südlich von Island und östlich der Neufundlandbank, wurden keine Schiffe versenkt oder beschädigt.

### Achte Unternehmung
Das Boot lief am 5. Oktober 1942 um 16.30 Uhr von St. Nazaire aus und lief am 17. November 1942 um 12:00 Uhr wieder dort ein. Das Boot gehörte auf dieser Unternehmung zu den U-Bootgruppen mit den Tarnnamen „Panther“ und „Veilchen“, die nach Maßgabe der von Karl Dönitz entwickelten Rudeltaktik das Gefecht mit alliierten Geleitzügen suchen sollten. Auf dieser 43 Tage dauernden Unternehmung legte das Boot 5.459 sm über und 566 sm unter Wasser zurück. U 71 operierte im Nordatlantik und östlich von Neufundland. Dabei wurden keine Schiffe versenkt oder beschädigt.

### Neunte Unternehmung
Das Boot lief am 23. Dezember 1942 um 16:00 Uhr von St. Nazaire aus und lief am 12. Februar 1943 um 16:00 Uhr wieder dort ein. Das Boot gehörte zu den U-Bootgruppen mit den Tarnnamen „Falke“, „Landsknecht“ und „Hartherz“. Auf dieser 51 Tage dauernden und 6.071 sm über und 551 sm unter Wasser langen Unternehmung in den mittleren Nordatlantik, westlich von Island und der westlichen Biscaya, wurden keine Schiff versenkt oder beschädigt.

### Zehnte Unternehmung
Das Boot lief am 27. März 1943 um 16:15 Uhr von St. Nazaire aus und lief am 25. April 1943 in Bergen ein. Auf dieser 36 Tage dauernden und 5.938 sm über und 305 sm unter Wasser langen Unternehmung in den Nordatlantik und südlich von Grönland, wurden keine Schiffe versenkt oder beschädigt. U 71 verlegte am 26. April 1943 von Bergen nach Kristiansand und von dort aus am 27. April 1943 nach Königsberg, wo es am 1. Mai 1943 eintraf.

## Verbleib
Das Boot wurde am 27. Februar 1945 in Wilhelmshaven außer Dienst gestellt und am 5. Mai 1945 in der Westkammer der IV. Einfahrt (Raederschleuse) gemäß dem lange bestehenden, allerdings von Großadmiral Dönitz noch am Abend des 4. Mai 1945 aufgehobenen Regenbogen-Befehl von seiner Besatzung selbstversenkt. Das Wrack wurde nach Kriegsende verschrottet.